# Potatisskalare

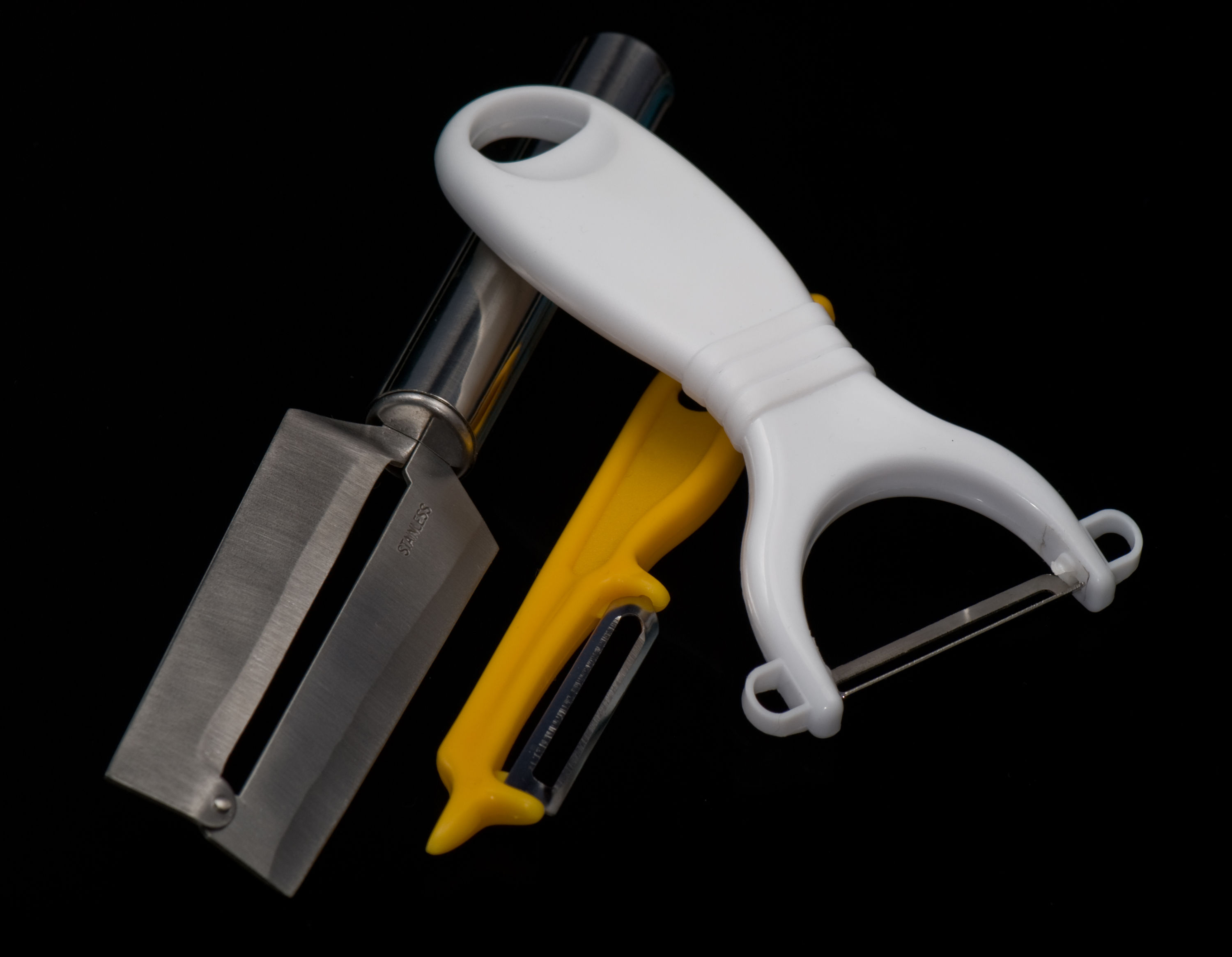
Tre olika exempel på skalare.

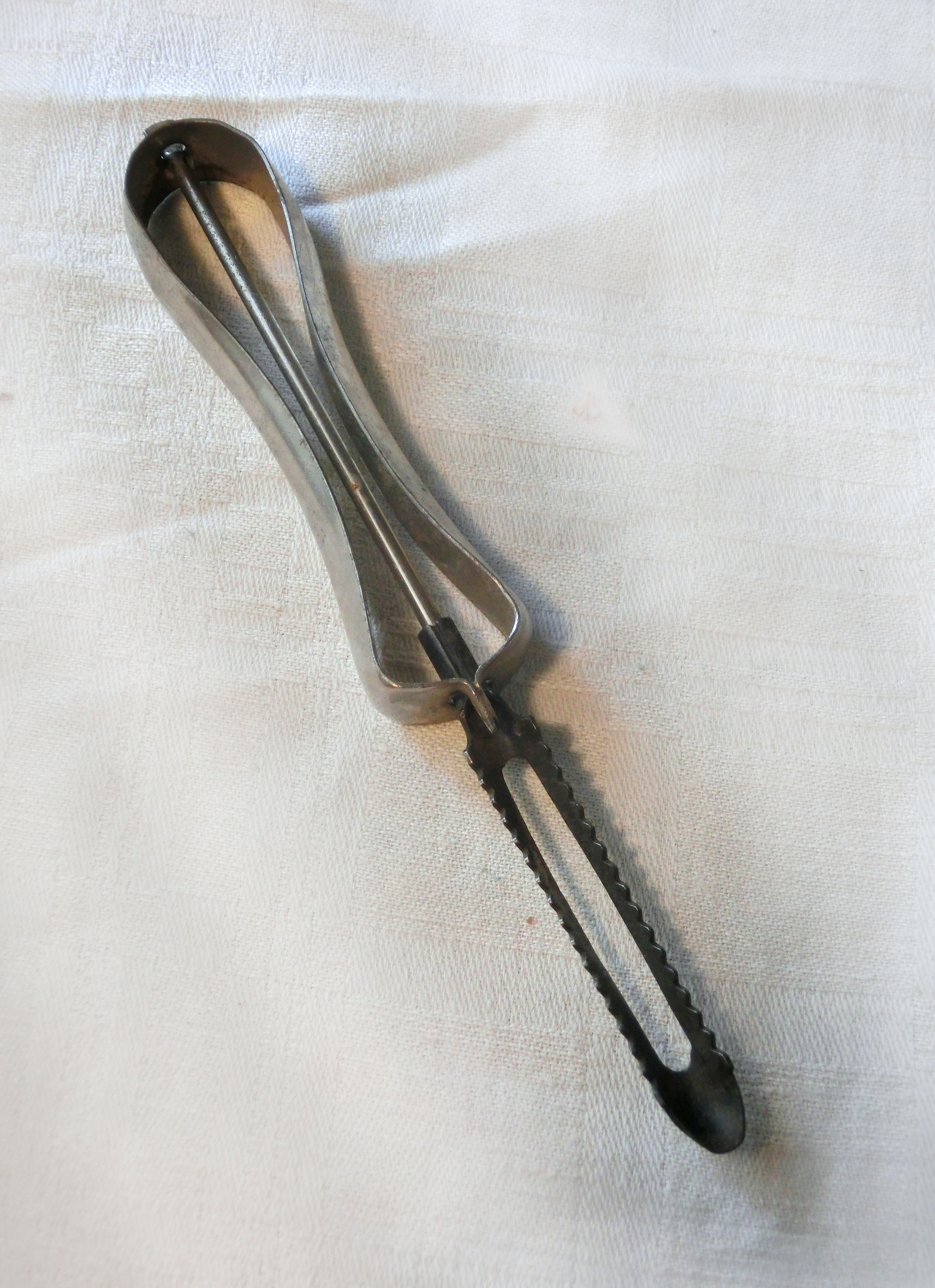
En potatisskalare i rostfritt stål, kan användas åt två håll.

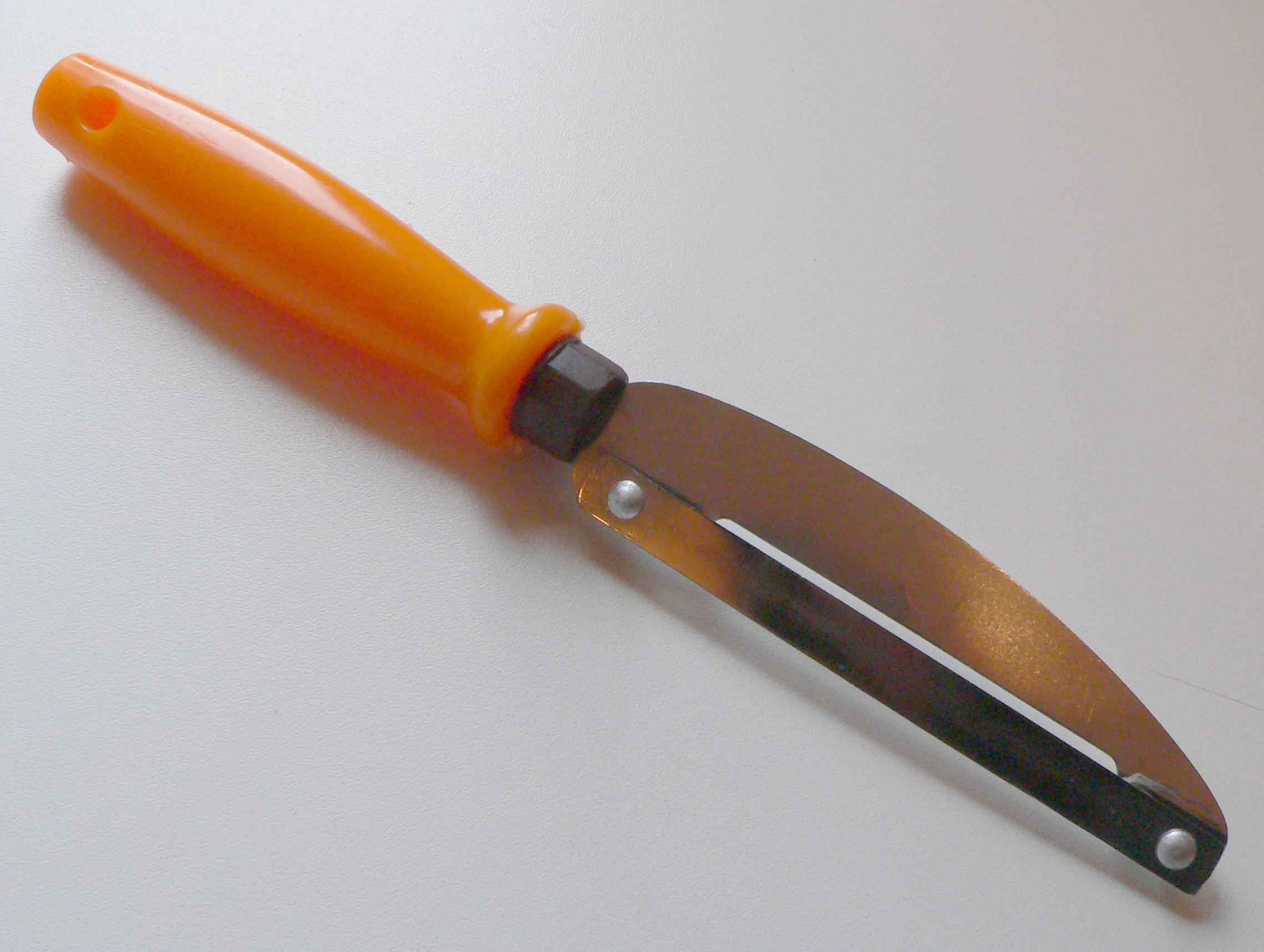
Skalare som endast kan användas åt ett håll.

En potatisskalare är ett köksredskap av hyveltyp som används för att avlägsna skal från rotfrukter som potatis och skalfrukter. Potatisskalare finns i olika modeller.

## Historia
Förr skalade man alltid rå potatis med en vanlig vass kniv. Potatisskalare i betydelsen redskap att skala potatis med är belagt i svenskan åtminstone från 1896, och potatisskalkniv åtminstone från 1893.
Den första kända potatisskalaren i Sverige uppfanns av Einar Pettersson från Kristinehamn. Han föddes 1906 och avled under 1940-talet, och var annars mest känd som träskulptör. Hans potatisskalare hade ett handtag i trä och mässingsdetaljer. Företaget Nilsjohan, som tillverkade och sålde köksredskap, sålde även potatisskalare, men nådde ingen uppgörelse med Pettersson. Potatisskalaren helt utförd i rostfritt stål (inledningsvis kolstål) och med rörlig skalkniv, som är vanlig i exempelvis Sverige, utvecklades 1953 av AB Mekanoverken och såldes i slutet av 1990-talet till det svenska företaget Lindén International. Den potatisskalaren går under namnet Jonas original.
En potatisskalare med namnet Econome lanserades i Frankrike under 1920-talet.

## Typer av potatisskalare
Det finns en mängd varianter på potatisskalare. De som fungerar enligt hyvelprincipen är ofta raka eller Y-formade. Variationer på potatisskalare finns i form av olika handtag och upphängningsöglor, skalknivar och designer. En del potatisskalare fungerar bäst för höger- eller vänsterhänta, men detta är också avhängigt av om man använder sig av teknik där man skalar mot eller från sig. Bland potatisskalare varierar det också vilken vinkel man har när potatisen och skalaren möts.
Det finns också vevdrivna och elektriska potatisskalare. Dessa fungerar inte enligt hyvelprincipen, utan med hjälp av trummor med rivjärnsyta.